# 쿠라비에스
쿠라비에스(그리스어: κουραμπιές, 복수: κουραμπιέδες 쿠라비에데스[*])는 그리스의 쿠키이다. 그리스와 키프로스 등에서는 결혼식이나 세례식 등 경조사 때나 크리스마스 등 명절에 흔히 먹는 음식이다.

## 이름
그리스어 "쿠라비에스(κουραμπιές)"의 어원은 튀르키예어 "쿠라비예(kurabiye)"이다. 아제르바이잔어 "구라비얘(qurabiyə)" 및 페르시아어 "고라비예(قرابیه)" 등도 동원어이다.

## 만들기
쇼트브레드형 쿠키로, 아몬드가루와 버터, 밀가루, 설탕, 소금 바닐라 추출액 등을 넣어 만든다. 바닐라 추출액 대신 메탁사나 마스티카 등 술을 넣어 만들기도 하며, 장미수를 쓰기도 한다. 잘 구워진 쿠라비에스는 가루 설탕에 굴려 낸다.

## 같이 보기
- 구라비야
- 그라이바
- 쿠라비예